# Pseudopharus domingona
Pseudopharus domingona är en fjärilsart som beskrevs av Druce 1906. Pseudopharus domingona ingår i släktet Pseudopharus och familjen björnspinnare. Inga underarter finns listade.